# Onychostoma laticeps
Onychostoma laticeps är en fiskart som beskrevs av Günther, 1896. Onychostoma laticeps ingår i släktet Onychostoma och familjen karpfiskar. Inga underarter finns listade i Catalogue of Life.